# Zawi, Hama
Zawi, Hama (tiếng Ả Rập: الزاوي) là một ngôi làng Syria nằm ở phó huyện Jubb Ramishima ở huyện Masyaf, Hama. Theo Cục Thống kê Trung ương Syria (CBS), Zawi, Hama có dân số 1744 trong cuộc điều tra dân số năm 2004.